# Чарльз Ньюбі
Чарльз «Час» Ньюбі (18 червня 1941, Блекпул, Ланкашир — 22 травня 2023) — британський музикант, бас-гітарист гуртів «The Beatles» та «The Quarrymen». 
У грудні 1960 року після відходу Стюарта Саткліффа. Коли «The Beatles» повернулися із Західної Німеччини вперше, їм не вистачало бас-гітариста. Піт Бест запропонував Чарльза Ньюбі. На той час, Чарльз був у складі «The Black Jacks» (група Піта Беста) та навчався в університеті, але оскільки були канікули, він погодився грати з «The Beatles». Він з'явився з ними чотири рази в грудні 1960 року (17 грудня, Casbah Club, Ліверпуль; 24 грудня, Grosvenor Ballroom, Liscard; 27 грудня, Litherland Town Hall; 31 грудня, Casbah Club). Джон Леннон попросив його вирушити в Західну Німеччину, у другий тур «The Beatles», але він вирішив повернутися в університет.
Чарльз став викладачем математики у Droitwich Spa High School у Droitwich Spa, Вустершир, Англія. Він зараз живе в Олчестері та грає у благодійній групі — «The Racketts».